# تترا

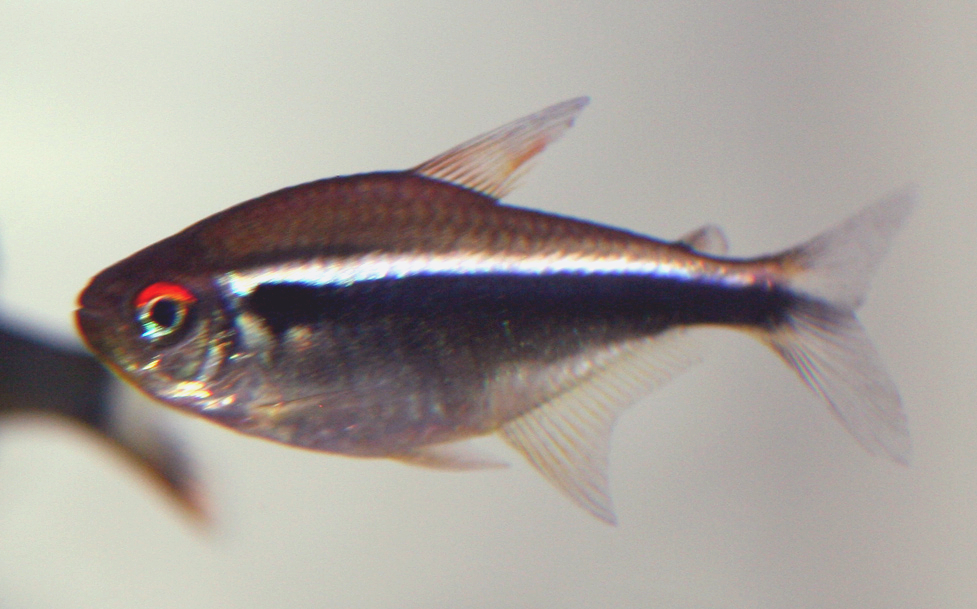

التَّتْرَة أو التترا (بالإنجليزية: Tetra) ، هي عائلة من عائلات أسماك الزينة تتميز بمنظرها في الحوض حيث تسير في أسراب وجماعات.

## من أنواع التترا
- بلاك فانتوم تترا ، Hyphessobrycon megalopterus ، (بالإنجليزية: Black phantom tetra)
- تترا مشع ، hyphessobrycon gracilis ، (بالإنجليزية: Glowlight tetra)
- فلام تترا ، Hyphessobrycon flammeus ، (بالإنجليزية: Flame tetra)
- بلاك نيون تيترا ، Hyphessobrycon herbertaxelrodi ، (بالإنجليزية: Black neon tetra)
- بلاك ليند تترا ، hyphessobrycon scholzei ، (بالإنجليزية: blackband tetra)
- تترا وردي ، Hyphessobrycon rosaceus ، (بالإنجليزية: Rosy tetra)
- ليمون تترا ، Hyphessobrycon pulchripinnis ، (بالإنجليزية: Lemon tetra)
- سربيا ، Hyphessobrycon callistus ، (بالإنجليزية: Serpae Tetra)
- بلودفين تترا ، Aphyocharax anisitsi ، (بالإنجليزية: Bloodfin tetra)
- بلاك ويدو ، Gymnocorymbus ternetzi ، (بالإنجليزية: black widow tetra)
- كاردينال تترا ، Paracheirodon axelrodi ، (بالإنجليزية: Cardinal tetra)
- نيون تترا ، Paracheirodon innes ، (بالإنجليزية: Neon Tetra)
- تترا ذات العين الحمراء ، Moenkhausia sanctaefilomenae ، (بالإنجليزية: Red eye tetra)
- بنغوين تيترا ، Thayeria boehlkei ، (بالإنجليزية: penguin tetra)